# La Queue de Gargantua

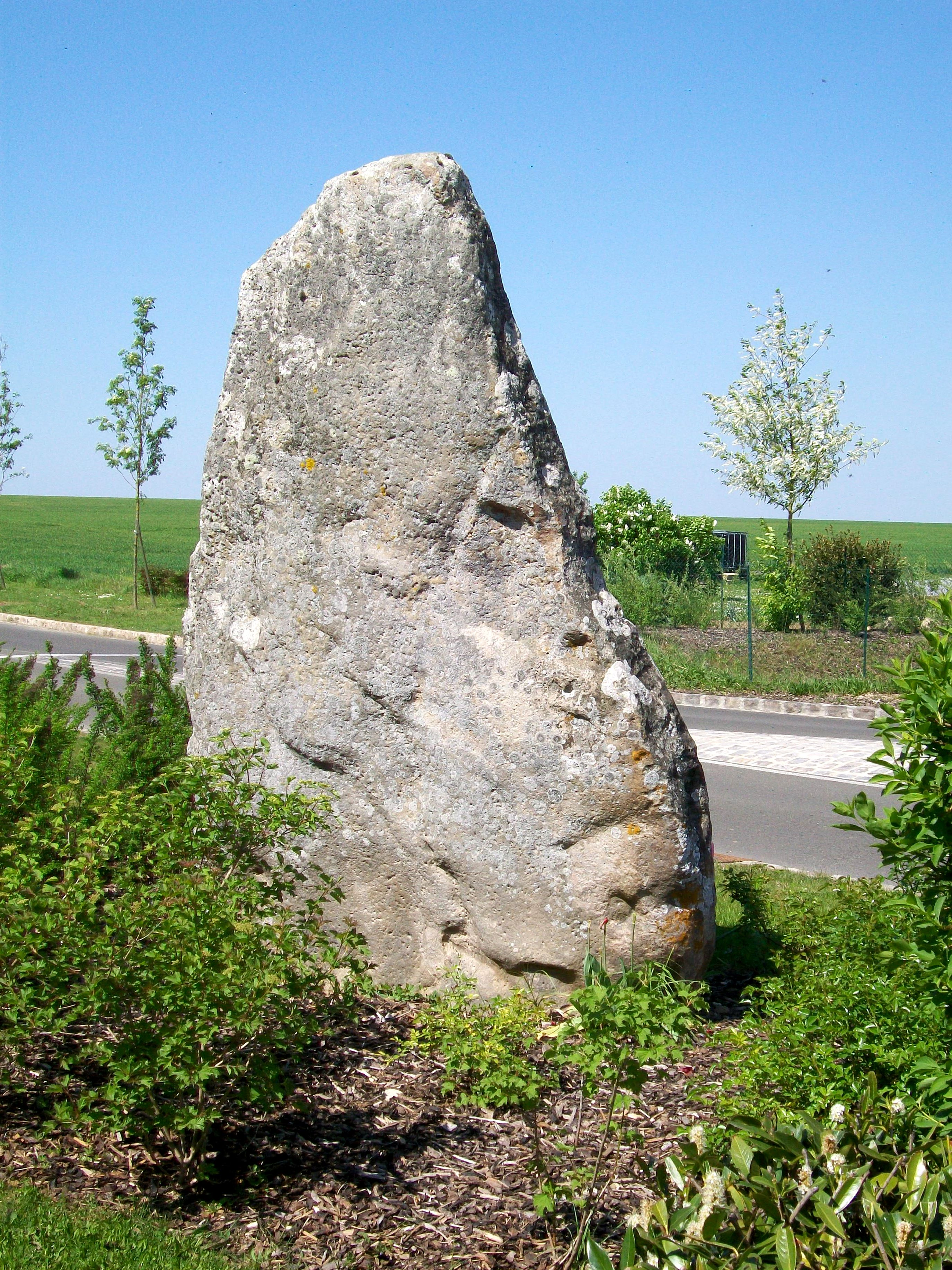
La Queue de Gargantua

Der Menhir La Queue de Gargantua (auch La Queusse oder La Queuse de Gargantua; Queuse bedeutet auch Wetzstein) steht nördlich von Borest am Kreisverkehr der Kreuzung der D 330a von Nanteuil, mit der Rue aux Pierres (D134), im Département Oise in Frankreich. Der Menhir ist seit 1944 als Monument historique klassifiziert.
Der Sandsteinblock mit einer Länge von fast 4,5 m, ist zu einem Drittel im Boden vergraben. 
Gargantua ist der Name eines mythischen Riesen, den François Rabelais (1483–1553) in seinem Romanzyklus Gargantua und Pantagruel im 16. Jahrhundert bekannt machte. Es gibt weitere Menhire und Dolmen mit dem Namen Gargantua.